# لیو گوینی
لیو گوینی (انگلیسی: Liu Guini؛ زادهٔ ۲۸ مهٔ ۱۹۸۲) بازیکن زن هندبال اهل چین بود. وی در بازی‌های المپیک تابستانی ۲۰۰۸ شرکت کرده‌است.